# Per Gustafsson
Per Tage Gustafsson, född 4 juni 1970 i Oskarshamn, är en svensk före detta ishockeyspelare (back) som har spelat över 700 matcher med HV71 i Elitserien.

## Spelarkarriär
I HV71 var Gustafsson assisterande lagkapten med nummer 7 på ryggen. Han tog fyra SM-guld med HV71: 1995, 2004, 2008 och slutligen 2010.
Per Gustafsson spelade med HV71 i 19 säsonger (2010) och var en av klubbens bästa backar i historien. I den femte semifinalmatchen mot Färjestads BK, 2 april 2006, satte Gustafsson nytt klubbrekord i flest spelade slutspelsmatcher.
Den 17 oktober under säsongen 1991/1992 satte han elitserierekord i att ha gjort det snabbaste målet i Elitseriens historia - 6 sekunder efter matchstart. Motståndet var Luleå HF. Detta rekord stod sig till 23 oktober 2015 då Alexander Wiklund i Karlskrona HK gjorde mål mot Frölunda efter endast fem sekunder.
I början av februari 2010 meddelade Gustafsson att det finns risk att han spelat sin sista match då han under åren 2009/2010 led av en mycket svårläkt revbensskada som orsakat honom stora smärtor. I mars samma år, meddelade han dock att han var tillbaka och tränade för fullt.
Säsongen 2009/2010 tog han sitt fjärde SM-guld med HV71, vilket också blev hans sista i hela sin ishockeykarriär. Efter säsongen 2009/2010 avslutade han karriären.

## Meriter
- Snabbaste målet i Elitseriens historia (6 sekunder) mellan 1991/1992 och 2015/2016
- Florida Panthers elfte val, 261:a totalt, i NHL-draften 1994
- SM-guld med HV71 1995, 2004, 2008, 2010
- SM-silver med HV71 2009
- Europa Cup-brons 1995
- Vinnare av SM-slutspelets poängliga för backar (12 poäng) 1994/1995
- Vinnare av Sweden Hockey Games 1996
- VM 1996
- Svenska ishockeyjournalisters All Star Team 1995/1996
- VM-silver 1997
- Vinnare av Ceska Pojistovna Cup 1998
- Vinnare av Baltica Brewery Cup 1998
- Elitserien All Star Game 2000
- Elitserien All Star Game 2001
- VM-silver 2003
- Vinnare av Sweden Hockey Games 2004
- Svenska ishockeyjournalisters All Star Team 2003/2004

## Statistik
GP = Antal spelade matcher, G = Antal gjorda mål, A = Antal målgivande passningar, TP = Totalt antal poäng, PIM = Antal utvisningsminuter
| 1988/1989         | HV71                   | Elit              | 14  | 1   | 4   | 5   | 8   | 3   | 0  | 0  | 0  | 2   |
| 1989/1990         | HV71                   | Elit              | 27  | 4   | 3   | 7   | 16  | --  | -- | -- | -- | --  |
| 1990/1991         | HV71                   | Elit              | 31  | 3   | 5   | 8   | 16  | --  | -- | -- | -- | --  |
| 1991/1992         | HV71                   | Elit              | 39  | 9   | 8   | 17  | 22  | --  | -- | -- | -- | --  |
| 1992/1993         | HV71                   | Elit              | 40  | 6   | 3   | 9   | 28  | --  | -- | -- | -- | --  |
| 1993/1994         | HV71                   | Elit              | 34  | 9   | 7   | 16  | 10  | --  | -- | -- | -- | --  |
| 1994/1995         | HV71                   | Elit              | 38  | 10  | 6   | 16  | 14  | 13  | 7  | 5  | 12 | 8   |
| 1995/1996         | HV71                   | Elit              | 34  | 8   | 13  | 21  | 12  | 4   | 3  | 1  | 4  | 2   |
| 1996/1997         | Florida Panthers       | NHL               | 58  | 7   | 22  | 29  | 22  | --  | -- | -- | -- | --  |
| 1997/1998         | St. John's Maple Leafs | AHL               | 25  | 7   | 18  | 25  | 10  | --  | -- | -- | -- | --  |
| 1997/1998         | Toronto Maple Leafs    | NHL               | 22  | 1   | 4   | 5   | 10  | --  | -- | -- | -- | --  |
| 1997/1998         | Ottawa Senators        | NHL               | 9   | 0   | 1   | 1   | 6   | 1   | 0  | 0  | 0  | 0   |
| 1998/1999         | HV71                   | Elit              | 50  | 12  | 16  | 28  | 52  | --  | -- | -- | -- | --  |
| 1999/2000         | HV71                   | Elit              | 40  | 6   | 15  | 21  | 47  | 6   | 1  | 4  | 5  | 10  |
| 2000/2001         | HV71                   | Elit              | 48  | 9   | 18  | 27  | 46  | --  | -- | -- | -- | --  |
| 2001/2002         | HV71                   | Elit              | 46  | 6   | 9   | 15  | 20  | 8   | 1  | 2  | 3  | 12  |
| 2002/2003         | HV71                   | Elit              | 15  | 2   | 6   | 8   | 6   | 7   | 0  | 3  | 3  | 0   |
| 2003/2004         | HV71                   | Elit              | 32  | 4   | 23  | 27  | 32  | 14  | 0  | 5  | 5  | 8   |
| 2004/2005         | HV71                   | Elit              | 46  | 9   | 15  | 24  | 44  | --  | -- | -- | -- | --  |
| 2005/2006         | HV71                   | Elit              | 48  | 6   | 25  | 31  | 48  | 12  | 1  | 5  | 6  | 16  |
| 2006/2007         | HV71                   | Elit              | 52  | 7   | 18  | 25  | 56  | 14  | 4  | 3  | 7  | 20  |
| 2007/2008         | HV71                   | Elit              | 38  | 3   | 7   | 10  | 28  | 14  | 1  | 1  | 2  | 6   |
| 2008/2009         | HV71                   | Elit              | 49  | 9   | 18  | 27  | 42  | 15  | 0  | 2  | 2  | 16  |
| Elitserien totalt | Elitserien totalt      | Elitserien totalt | 725 | 120 | 217 | 337 | 551 | 115 | 18 | 31 | 49 | 104 |
| AHL totalt        | AHL totalt             | AHL totalt        | 25  | 7   | 18  | 25  | 10  | --  | -- | -- | -- | --  |
| NHL totalt        | NHL totalt             | NHL totalt        | 89  | 8   | 27  | 35  | 38  | 1   | 0  | 0  | 0  | 0   |

Statistik från 14 juni 2009